# 胡安·比森特·戈麦斯
胡安·比森特·戈麦斯·查孔（西班牙語：Juan Vicente Gómez Chacón；1857年7月24日—1935年12月17日），曾擔任委內瑞拉的總統及獨裁者，1908－1913年，1922－1929年，1931－1935年三度出任總統，被稱為“安第斯山暴君”。

## 生平
戈麦斯生於塔奇拉州一個貧苦的印歐混血種人農民家庭。沒有受過正規教育，後因從事畜牧業致富。
1899年參加西普里亚诺·卡斯特罗領導的軍事政變，被任命為聯邦區行政長官。1900年任塔奇拉州州長。1902年任武裝部隊總司令。1903年起任第一副總統。1908年12月，乘卡斯特羅赴德國治病之機發動政變，奪取政權。他實際統治委內瑞拉二十七年，直到去世。在任期间，戈麦斯打击异己、審查媒体，建立自己的独裁统治:186-187。
1914年在马拉开波湖附近發現石油後，他鼓勵外國投資，並極力維護本國的利益，1917年開始建設第一口油井，1922年起開始大規模開採，到20年代末，委內瑞拉成為世界主要石油生產和輸出國之一，並於1930年償清了全部外債。同时，委内瑞拉政府亦成立了农牧业银行、工人银行，亦资助国内农牧业、建筑工程产业的发展，但戈麦斯也挟政治权力占有了国内大量企业，在他逝世後均被没收充公。
戈麦斯家乡塔奇拉州的国际机场曾以其命名为胡安·比森特·戈麦斯国际机场，但在2023年更名为西普里亚诺·卡斯特罗国际机场。